# The Cautionary Tales of Mark Oliver Everett
The Cautionary Tales of Mark Oliver Everett è l'undicesimo album in studio del gruppo musicale statunitense Eels, pubblicato il 21 aprile 2014.

## Tracce
Tutte le tracce sono di E
1. Where I'm At
2. Parallels
3. Lockdown Hurricane
4. Agatha Chang
5. A Swallow in the Sun
6. Where I'm From
7. Series of Misunderstandings
8. Kindred Spirit
9. Gentlemen's Choice
10. Dead Reckoning
11. Answers
12. Mistakes of My Youth
13. Where I'm Going